# 天主教塔里哈教區
天主教塔里哈教區（拉丁語：Dioecesis Tariiensis）是玻利維亞一個羅馬天主教教區，屬蘇克雷總教區。
教區成立於1924年11月11日，位於塔里哈省西部。2010年有教友348,034人（佔轄區總人70.7%）、廿二個堂區、四十八名司鐸。
現任教區主教為喬治·安傑洛·薩爾迪亞-佩德拉薩，榮休主教為方濟各·沙勿略·德里奧-森迪諾。